# Groove Networks
Groove Networks war eine US-amerikanische Softwarefirma, die im Oktober 1997 durch Ray Ozzie gegründet wurde.
Bekannt wurde Ray Ozzie als Schöpfer von Lotus Notes, dem weltweit führenden Groupwareprodukt mit über 128 Millionen Anwendern (Stand 2006, Angaben von IBM Lotusphere 01/2006).
Drei Jahre lang, bis Ende 2000, war Ray Ozzie von der Bildfläche verschwunden. In einer ehemaligen Schuhfabrik in Beverly, Massachusetts, hat er in dieser Zeit seine neue Firma mit über 110 Mitarbeitern aufgebaut. Finanziert wurde die Entwicklung der Groupware-Anwendung Groove bis 2005 durch Wagniskapital in der Höhe von zirka 155 Millionen US-Dollar – unter anderem von Lotus-Gründer Mitch Kapor, Intel und Microsoft.
Heute hat Groove Networks, Marktführer bei Peer-to-Peer-Plattformen (Groove Workspace), die ersten Großkunden wie z. B. GlaxoSmithKline mit über 10.000 Lizenzen und weltweit über 100 Geschäftspartner gewonnen.
Groove Networks wurde im März 2005 vollständig durch Microsoft übernommen. Der Kaufpreis betrug 120 Millionen US-Dollar, darauf wurden frühere Investitionen Microsofts mit 80 Millionen Dollar angerechnet. Einige frühere Investoren gingen leer aus.